# Ornithodesmidae
Ornithodesminae
Famille
Les Ornithodesmidae sont une famille de ptérosaures ptérodactyloïdes.

## Liste des sous-taxons
Selon GBIF (12 juillet 2025) :
- † Ornithodesmus Seeley, 1887

En revanche, Paleobiology Database (12 juillet 2025) considère :
- que cette famille n'est désormais plus représentée ;
- qu'aucune collection ne lui est rattachée ;
- que le genre Ornithodesmus est directement rattaché à la super-famille des Ornithocheiroidea.

## Systématique
La famille des Ornithodesmidae est décrite en 1913 par le paléontologue amateur britannique Reginald Hooley (1865-1923),. 

### Synonyme
Ornithodesmidae a pour synonymes : Ornithodesminae.

### Publication originale
- (en) Reginald Walter Hooley, « On the Skeleton of Ornithodesmus latidens: an Ornithosaur from the Wealden Shales of Atherfield (Isle of Wight) », Quarterly Journal of the Geological Society of London, Londres, Société géologique de Londres, vol. 69, no 274,‎ juin 1913, p. 372-422 (ISSN 0370-291X et 2058-105X, OCLC 1437164, DOI 10.1144/GSL.JGS.1913.069.01-04.23, lire en ligne).